# 森の中の聖ゲオルギウス
『森の中の聖ゲオルギウス』（もりのなかのせいゲオルギウス、独: Laubwald mit dem Heiligen Georg、英: Saint George in the Forest）は、ドイツ・ルネサンス期の画家アルブレヒト・アルトドルファーが1510年に制作した絵画である。菩提樹板に貼り付けられた羊皮紙に油彩で描かれている。聖ゲオルギウスの英雄的な龍との戦いを描いているが、画家は風景画の祖型ともいえるものを創造している。1827年以降、ミュンヘンのアルテ・ピナコテークに所蔵されている。

## 作品
画面下4分の1の部分に、白い馬に跨り、黒い鎧を着けた聖ゲオルギウスと、その隣のあまり目立たない赤い龍が描かれている。馬は怪物の龍に恐れをなしているが、聖ゲオルギウスは槍を低く構えて、龍を見つめている。画面の残りの大半は、木々の葉で覆われている。画面下部右側では森が開け、野原と山々のある風景が広がっている。
小品の本作は羊皮紙に油彩という技法で描かれているが、そのような取り合わせは非常に異例であった。アルトドルファーは、16世紀から知られているアラ・プリーマ (Alla Prima) 技法というものを用いている。それは下絵、上塗りのような重ね塗りをしない技法であり、黄緑色の葉の部分のみが暗い背景に描かれ、ハイライトの部分が目立っている。
龍と戦う馬上の聖ゲオルギウスの伝説的逸話は、本作では実際には口実として登場しているにすぎない。それは画面下部に小さく描かれているだけで、代わりに森 (鑑賞者が見ているものは木々ではない) に覆われた、荒れた自然の風景が表されている。
この風景は示唆するものの多い、難解な雰囲気を持っており、その風景では伝統的な人間と自然の関係を覆して、人物が小さく、自然の力に従属しているように見える。色は緑と茶の色調に統一されているが、画面下部で風景は不自然な位置で突然に開け、視線は遠景にかすんでいる山々に導かれていくのである。